# Claude-Philibert Barthelot de Rambuteau
Claude-Philibert Barthelot, conte di Rambuteau (Mâcon, 9 novembre 1781 – Charnay-lès-Mâcon, 11 aprile 1869), è stato un funzionario francese della prima metà del XIX secolo.

## Biografia
Fu consigliere di Stato, pari di Francia, e soprattutto prefetto della Senna dal 22 giugno 1833 al 1848. Fu in questo ruolo che egli mise in atto, durante il regno di Luigi Filippo, i primi elementi della trasformazione di Parigi che fu compiutamente realizzata da Hussmann durante il Secondo Impero.
Il suo mandato fu caratterizzato dalla messa in pratica delle teorie igieniste.
L'anno precedente la sua nomina si era verificata a Parigi un'epidemia di colera che aveva devastato la città. Rambuteau era convinto che le strade strette, tortuose e insalubri favorissero lo sviluppo della malattia. Oltre a ciò, l'esperienza della Rivoluzione di luglio del 1830 aveva ricordato alle classi dirigenti come fosse pericoloso il popolo parigino annidato nei vicoli della Cité.
Sull'onda del motto-obiettivo di dare ai parigini «de l'eau, de l'air, de l'ombre» - (aria, acqua, ombra), la sua azione iniziò con l'imporre la servitù d'allineamento
 a circa 500 edifici le cui facciate soffocavano le strade più affollate del centro.
In questa chiave Rambuteau fu il promotore di numerosi interventi sulla viabilità e le infrastrutture cittadine.
Tra i suoi interventi sulla viabilità si ricordano:
- l'apertura della rue d'Arcole, nel 1837, che arriva sul parvis Notre-Dame direttamente dall'Hôtel de Ville;
- l'apertura di Rue Rambuteau, che collega les Halles al quartiere Marais con 13 metri di carreggiata, e gli sarà intitolata nel 1839;
- il completamento dell'Étoile e il progetto della grande Avenue des Champs-Élysées;
- l'attraversamento della Senna all'Île Saint-Louis e il collegamento di quest'ultima con l'Île de la Cité tramite un ponte metallico.

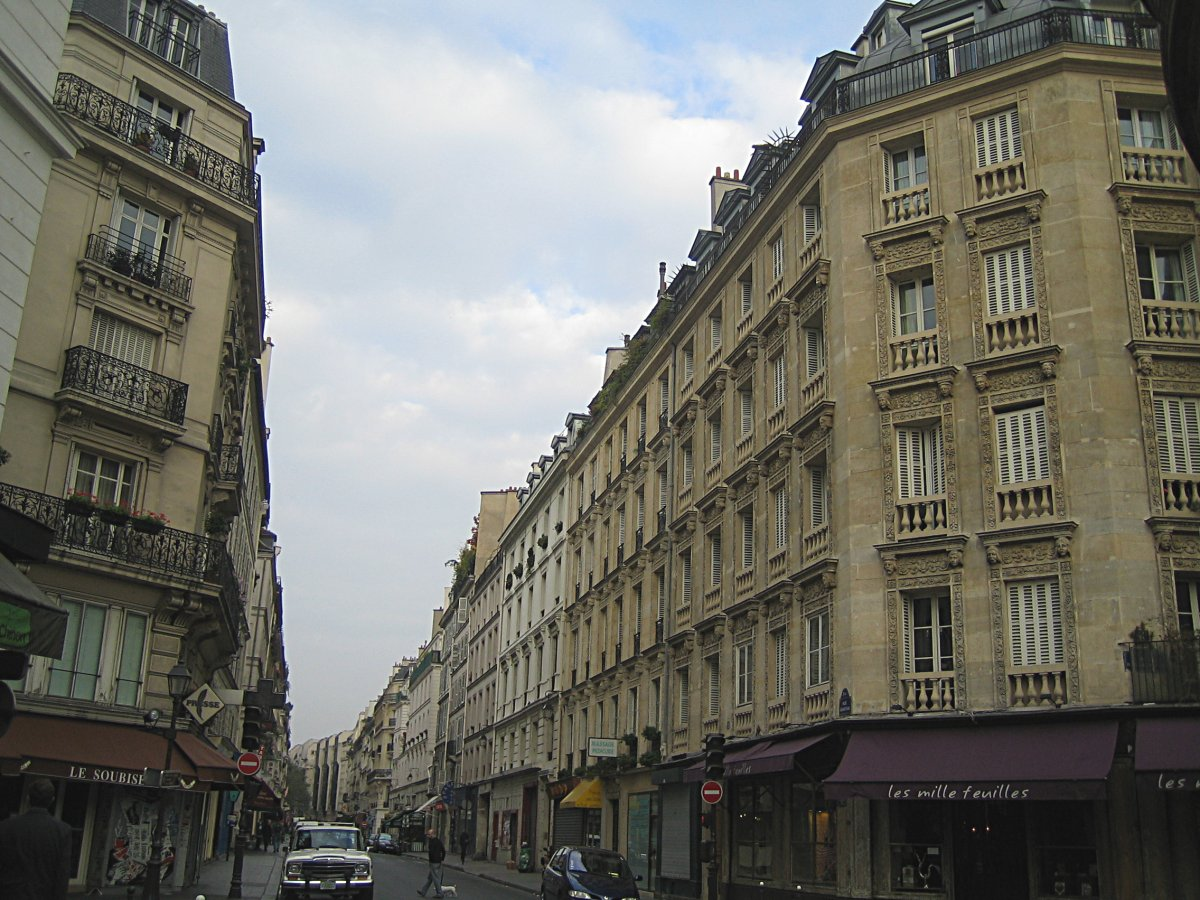
Parigi, rue Rambuteau

Si deve a Rambuteau anche la modernizzazione della rete fognaria (e la costruzione di vespasiani nelle strade, che in tempi di scarsi servizi igienici privati furono un rilevante incentivo alla pubblica igiene) e la costruzione di numerose fontane (tra cui quella dei Fiumi e quella dei Mari a Place de la Concorde). Alla fine del suo mandato Parigi contava 2000 punti d'acqua ed egli poteva vantarsi di aver fatto passare il volume d'acqua disponibile per i parigini da 28 a 110 litri pro capite al giorno.
Ancora a Rambuteau si dovette la generalizzazione dell'illuminazione pubblica a gas: al suo arrivo la città contava 69 becchi, che quando egli lasciò l'incarico erano diventati 8600.
Le iniziative di Rambuteau furono tuttavia limitate dalla mancanza di un piano d'insieme, e soprattutto dalla ristrettezza delle possibilità finanziarie della città. Ben altre furono le risorse finanziarie che il capitalismo rampante di Napoleone III mise a disposizione del suo successore e continuatore Haussmann. A proposito del quale Rambuteau, uomo d'altri tempi, si vanterà del proprio senso dell'economia, senza riconoscere che questo stile parco gli era imposto dalla borghesia economicamente prudentissima fino all'avarizia che governava il Consiglio municipale con il sostegno di Luigi Filippo.